# Punta Oriental (isla Nueva)
Punta Oriental es el nombre que recibe el cabo más oriental de la isla Nueva. Se ubica en la comuna de Cabo de Hornos, en la Provincia Antártica Chilena, Región de Magallanes y de la Antártica Chilena, Chile.
Ubicada frente a las aguas del mar de la Zona Austral, la punta Oriental de la isla Nueva, es el punto más oriental de Chile Continental, Si contamos el reclamo antártico, el punto más oriental de la república es el meridiano 53°O.